# Newa Petersburg
Sankt Petersburg HC; (ros. Санкт-Петербургский гандбольный клуб), męski klub piłki ręcznej z Rosji. Został założony w Petersburgu.

## Sukcesy
- Mistrzostwo Rosji:
  -  2010, 2011
  -  2005